# Austrolimnophila transvaalica
Austrolimnophila transvaalica är en tvåvingeart som först beskrevs av Alexander 1917.  Austrolimnophila transvaalica ingår i släktet Austrolimnophila och familjen småharkrankar. Inga underarter finns listade i Catalogue of Life.